# Баур, Элизабет
Элизабет Баур (англ. Elizabeth Baur; 1 декабря 1947 или 11 декабря 1947, Лос-Анджелес, Калифорния — 30 сентября 2017, Лос-Анджелес, Калифорния) — американская актриса кино (в единичных случаях) и телевидения (в основном).

## Биография
Элизабет Баур родилась 1 декабря (согласно некоторым источникам — 11 декабря) 1947 года в Лос-Анджелесе (штат Калифорния, США). Отец — Джек Баур (1914—1980), довольно известный кастинг-директор студии 20th Century Studios. Двоюродная сестра — Шэрон Глесс (род. 1943), стала известной актрисой театра, кино и телевидения.
Элизабет окончила Старшую школу Непорочного Сердца в Лос-Анджелесе, затем училась в колледже Los Angeles Valley College, но не окончила его, пробыв там меньше двух лет. Девушка бросила колледж, чтобы начать обучение актёрскому мастерству в студии, где работал отец, хотя сам Джек был против актёрской карьеры для дочери.
В 1965 году Элизабет впервые появилась на телеэкране — ей дали небольшую роль в короткометражном фильме «Дьявольская судьба». Дале последовал перерыв, и более-менее регулярно сниматься девушка начала с 1968 года. Две основные работы актрисы — сериалы «Лансер» (1968—1970, снялась в 51 эпизоде) и «Детектив Айронсайд» (1971—1975, снялась в 89 эпизодах, заменив актрису главной роли Барбару Андерсон). По поводу последней роли актриса позднее сказала в интервью: «Они взяли интервью у 100 девушек на эту роль. Затем они пригласили 14 из нас прийти и прочитать эту роль. В конце концов они устроили семерым из нас кинопробы. Я была действительно удивлена, что они выбрали меня».
Элизабет Баур скончалась 30 сентября 2017 года после продолжительной болезни, не дожив двух месяцев до своего 70-го дня рождения.
Личная жизнь
Элизабет Баур была замужем дважды. Оба её мужа не были связаны с кинематографом.
- Юджин Уильям Уортон. Брак заключён 24 июля 1976 года, в 1985 году последовал развод. От брака осталась дочь Лесли Уортон (род. 1979), которая стала кинопродюсером[4][6].
- Стивен Чарльз Спрингер. Брак заключён в 1989 году и продолжался 28 лет до самой смерти актрисы.

## Фильмография
Широкий экран
- 1965 — Дьявольская судьба / Diabolical Destiny — Малышка Нел (к/м)
- 1968 — Бостонский душитель / The Boston Strangler — Харриет Фордин

Телевидение
- 1968 — Бэтмен / Batman — полицейский[англ.] (в эпизоде Nora Clavicle and the Ladies' Crime Club[англ.])
- 1968—1970 — Лансер[англ.] / Lancer — Тереза О’Брайан (в 51 эпизоде)
- 1969 — Озарение[англ.] / Insight — Николь (в эпизоде All the Things I've Never Liked)
- 1970 — Даниэль Бун[англ.] / Daniel Boone — Вирджиния Брюстер (в эпизоде Noblesse Oblige[англ.])
- 1970 — Юные бунтари / The Young Rebels — Рейчел (в эпизоде The Infiltrator)
- 1971 — Комната 222[англ.] / Room 222 — Меган (в эпизоде Cheating[англ.])
- 1971 — Няня и профессор[англ.] / Nanny and the Professor — Сьюзан Бакстер (в эпизоде The Communication Gap)
- 1971—1975 — Детектив Айронсайд[англ.] / Ironside — полицейский детектив Фрэн Белдинг (в 89 эпизодах[англ.])
- 1972 — Смелые: Новые доктора[англ.] / The Bold Ones: The New Doctors — полицейский детектив Фрэн Белдинг (в эпизоде Five Days in the Death of Sgt. Brown: Part II[англ.])
- 1972 — Критическое положение![англ.] / Emergency! — сестра Барбара (в эпизоде Saddled[англ.])
- 1975 — Спецназ / S.W.A.T. — доктор Эллен Бентон (в эпизоде Silent Night, Deadly Night[англ.])
- 1977 — Специальное предложение на выходные от ABC[англ.] / ABC Weekend Special — Аннабель (в эпизоде Valentine's Second Chance)
- 1978 — Женщина-полицейский / Police Woman — Джослин Уэстмор (в эпизоде Flip of a Coin[англ.])
- 1981 — Остров фантазий / Fantasy Island — Люси Карсон (в эпизоде The Man from Yesterday / World's Most Desirable Woman[англ.])
- 1984 — Ремингтон Стил / Remington Steele — Марджи Келси (в эпизоде Second Base Steele[англ.])
- 1993 — Возвращение детектива Айронсайда / The Return of Ironside — полицейский детектив Фрэн Белдинг (т/ф)